# Георг II (король Великої Британії)
Гео́рг ІІ (англ. George Augustus, за англійською традицією Джордж II; 10 листопада 1683 — 25 жовтня 1760) — король Великої Британії та Ірландії з 11 червня 1727 до смерті у 1760 році.

## Біографія
Після утвердження Акта про спадкування престолу (1701) Георг виявився четвертим у порядку спадкування британського престолу; з 1705 року — британський підданий, кавалер ордена Підв'язки, отримав від королеви Анни титул герцога Кембридзького. Після смерті Анни, якій спадкував його батько (1714) — принц Уельський.
З 1705 року був одружений з Кароліною Бранденбург-Ансбаською (1683—1737).
Як король проявляв більше цікавості до британських справ, ніж батько. Симпатизував партії вігів. У перші роки його королювання велику роль відігравав лідер вігів Роберт Волпол, якого вважають першим де-факто прем'єр-міністром Великої Британії. Георг II був останнім британським монархом, який особисто вів свої війська до бою (під час Війни за австрійську спадщину, 1743).
Георг II помер раптово, від серцевого нападу, у віці 77 років. Його спадкоємцем став онук (Георг III), син померлого раніше за батька принца Уельського Фредеріка Льюїса (1707—1751), який постійно конфліктував з королем (болісно непримиренний конфлікт батьків і дітей — явище вкрай часте в Ганноверській династії).

## Родина
Дружина — Кароліна Бранденбург-Ансбаська (1683—1737).
Діти:
- Фредерік Льюїс (1 лютого 1707 — 31 березня 1751), принц Уельський
- Анна (1709 —1759), у шлюбі принцеса Оранська
- Амелія (1711—1786),
- Кароліна (1713—1757)
- Георг (1717—1718)
- Вільям Август (15 квітня 1721 — 31 жовтня 1765), герцог Камберлендський
- Марія (1723—1772), в шлюбі з Фрідріхом II, ландграфом Гессен-Кассельським
- Луїза (1724—1751), в шлюбі з королем Данії Фредеріком V.

## Пам'ять
Як курфюрст Ганновера Георг заснував Геттінгенський університет, що нині носить його ім'я (Університет Георга Августа). На його честь також названо історичний район Джорджтаун у столиці США Вашингтоні, де розташовано посольство України, а також університет.

## У популярній культурі
Такі актори грали короля Георга ІІ у фільмах і серіалах:
- Александер Екерт — у німецькому німому фільмі 1920 року «Нижня спідниця його Високості» (нім. Exzellenz Unterrock)[1]
- Олаф Гіттен — в американському фільмі 1936 року «Останній з могікан» (англ. The Last of the Mohicans)[2]
- Мартін Міллер — у британському фільмі 1948 року «Красунчик принц Чарлі» (англ. Bonnie Prince Charlie)[3]
- Іван Трісолт — в американському фільмі 1951 року «Леді та бандит» (англ. The Lady and the Bandit)[4]
- Артур Янґ — у британському фільмі 1954 року «Джон Веслі» (англ. John Wesley)[5]
- Матіас Віман — в німецькому фільмі 1957 року «Робінзон не повинен померти» (нім. Robinson soll nicht sterben)[6]
- Річард Гарріс — у британському фільмі 1990 року «Король вітру» (англ. King of the Wind)[7]
- Клайв Свіфт — у британському телесеріалі 1999 року «Аристократи» (англ. Aristocrats)[8]
- Річард Ґриффітс — в американському фільмі 2011 року «Пірати Карибського моря: На дивних берегах» (англ. Pirates of the Caribbean: On Stranger Tides)[9]